# Digitonthophagus bonasus
Digitonthophagus bonasus là một loài bọ cánh cứng trong họ Bọ hung (Scarabaeidae).